# 水冶街道
水冶街道，是中华人民共和国河南省安陽市殷都区下辖的一个乡镇级行政单位。

## 行政区划
水冶街道下辖以下地区：
矿务局社区、濮化社区、王家岭社区、水铁社区和马村社区。